# Adán y Eva (Lucas Cranach el Viejo)
Adán y Eva es una pareja de pinturas del maestro del Renacimiento alemán Lucas Cranach el Viejo, que datan de 1528, y se exhiben en la galería de los Uffizi de Florencia, Italia. Fue un tema muy tratado por el artista, presentando a las figuras juntas en un retrato doble o por separado en parejas de retratos, como los ejemplares en el Kunsthistorisches Museum de Viena, la Courtauld Gallery de Londres, el Museo der bildenden Künste en Leipzig, y el Instituto de Arte de Chicago.
Los dos antepasados bíblicos están retratados, en este caso, en dos paneles diferentes, ante un fondo oscuro, de pie en una tierra con hierba y piedras apenas visible, mirando el uno hacia el otro con el árbol entre ellos. Ambos sujetan dos pequeñas y finas ramas cuyas hojas cubren justo sus genitales. Eva sostiene con la diestra alzada la manzana, que acaba de morder y le presenta a Adán. Sobre su cabeza la serpiente cuelga enroscada de una rama del Árbol del conocimiento del bien y del mal. Tiene orejas como en algunos bestiarios medievales. Adán es mostrado rascándose la coronilla, dudando.

## Historia
El trabajo formaba parte  de las colecciones de los  grandes duques de Toscana en 1688, y de allí pasó a los Uffizi a principios del siglo XVIII. Filippo Baldinucci lo atribuyó a Alberto Durero, hasta que el inventario de 1784 lo asignó correctamente a Cranach.
El tema continúa los estudios de anatomía ideal de Durero, el cual había culminado en sus grandes paneles de Adán y Eva del Museo del Prado. Estos fueron los primeros desnudos a tamaño natural pintados por un artista alemán. Durante su estancia en Viena, Cranach frecuentó algunos grupos de humanistas cercanos a Durero, y de allí se inspiró para hacer una primera versión más pequeña del tema de Adán y Eva en 1510, que se exhibe en el Museo Nacional de Varsovia.

## Galería
Otras versiones de Adán y Eva de Cranach incluyen:

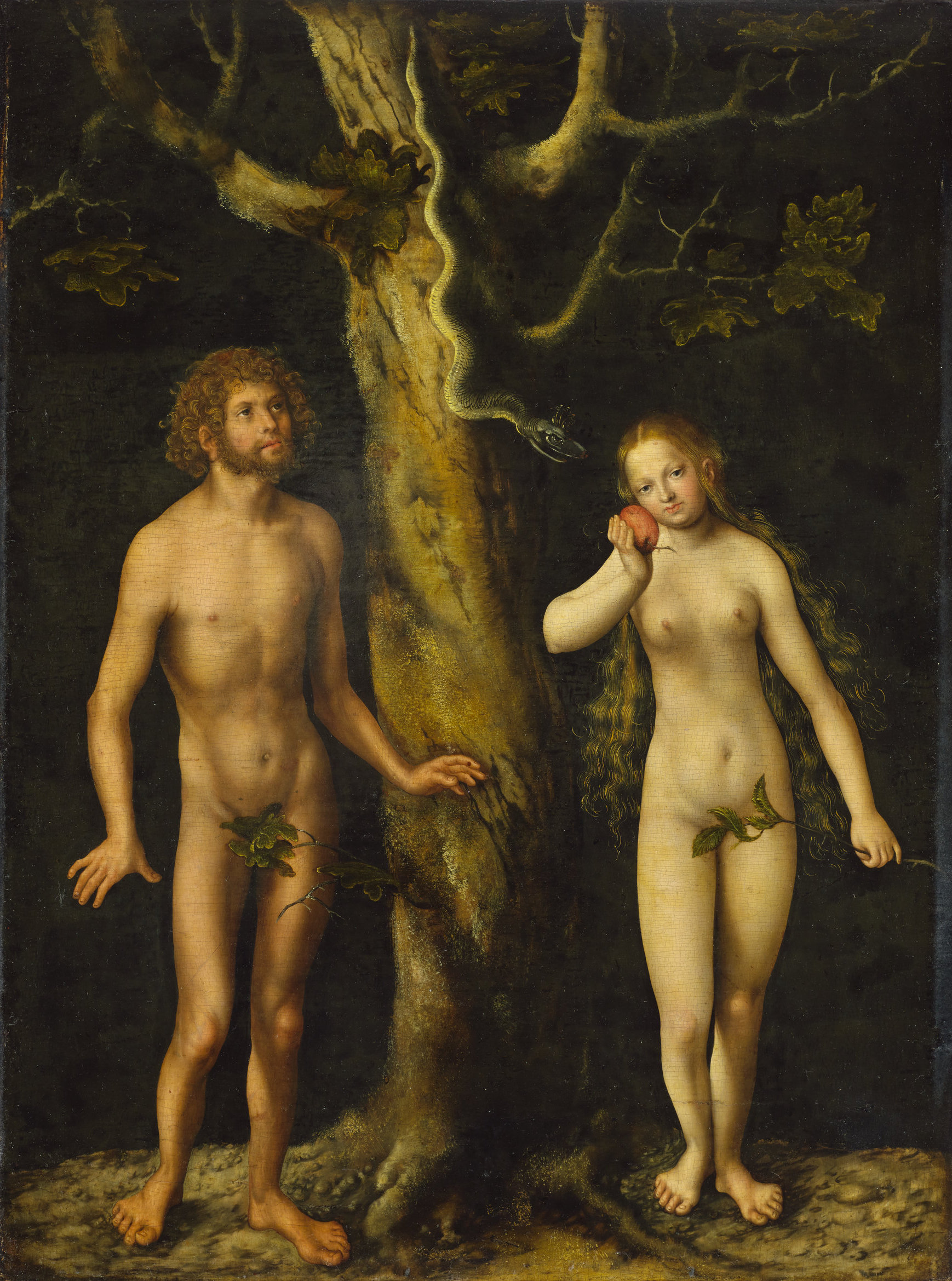
Museo Nacional, Varsovia, 1510.
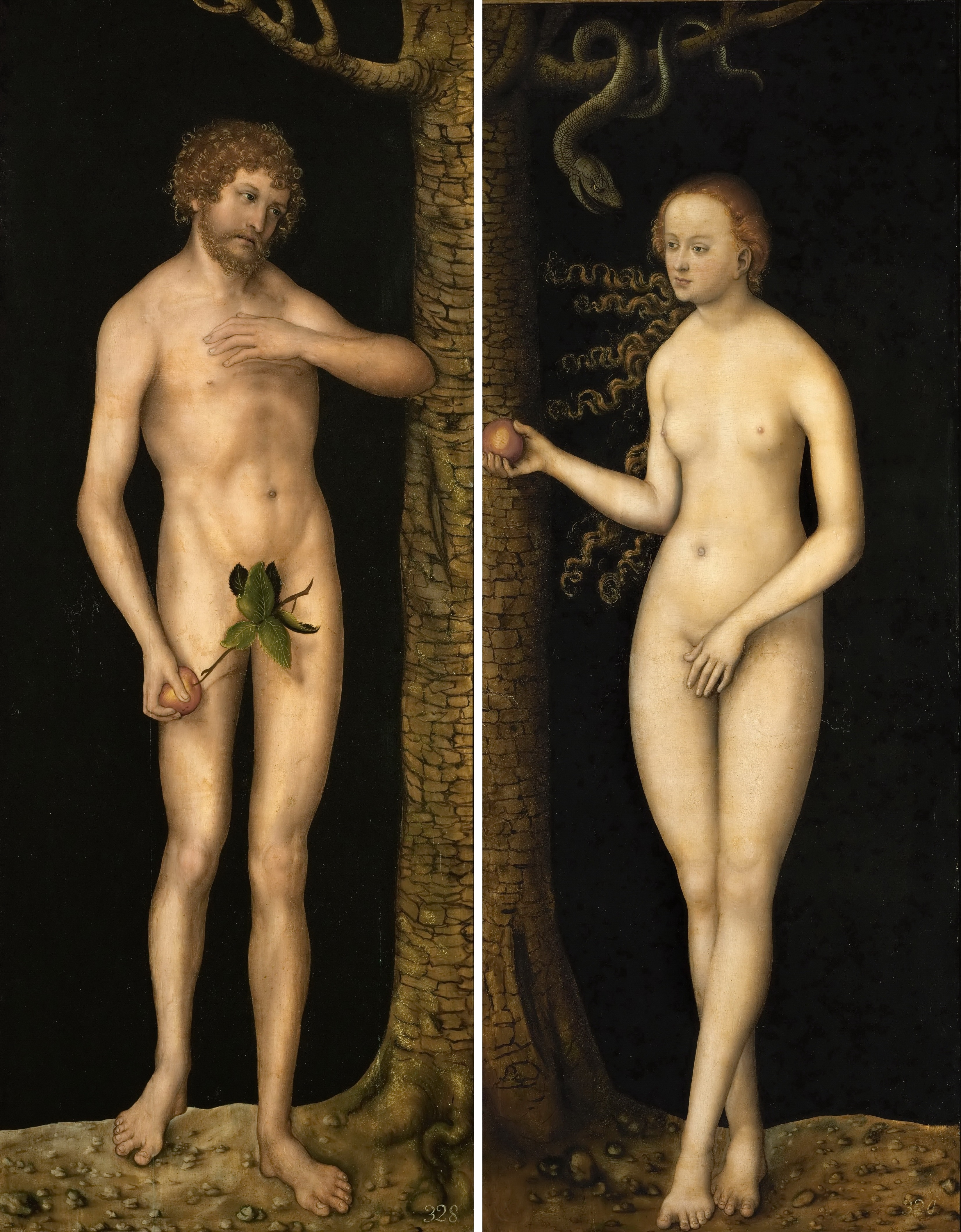
Kunsthistorisches Museum, Viena, c. 1510-20.
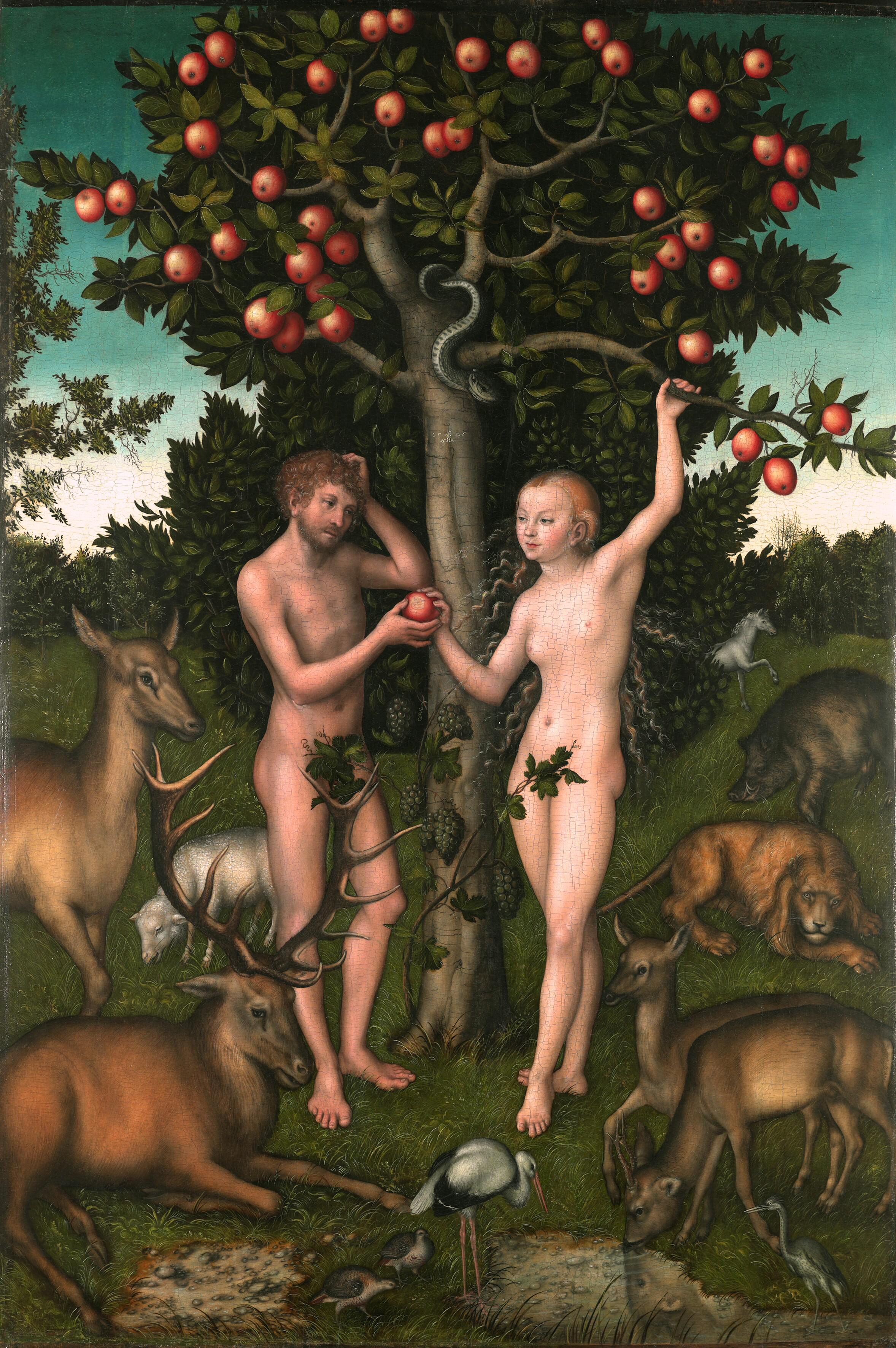
Courtauld Gallery, Londres, 1526.
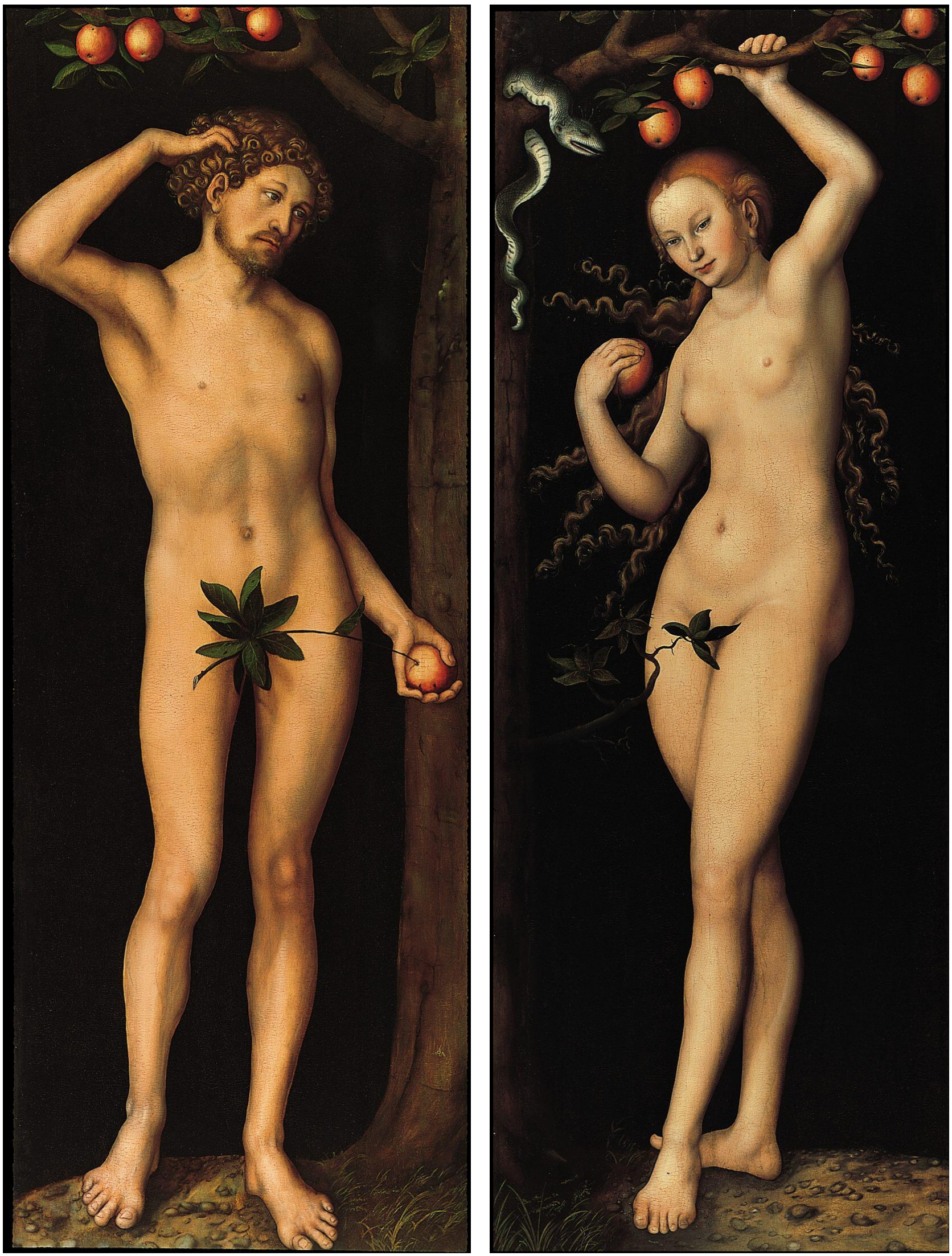
Díptico en el Norton Simon Museum, Pasadena, c. 1530.
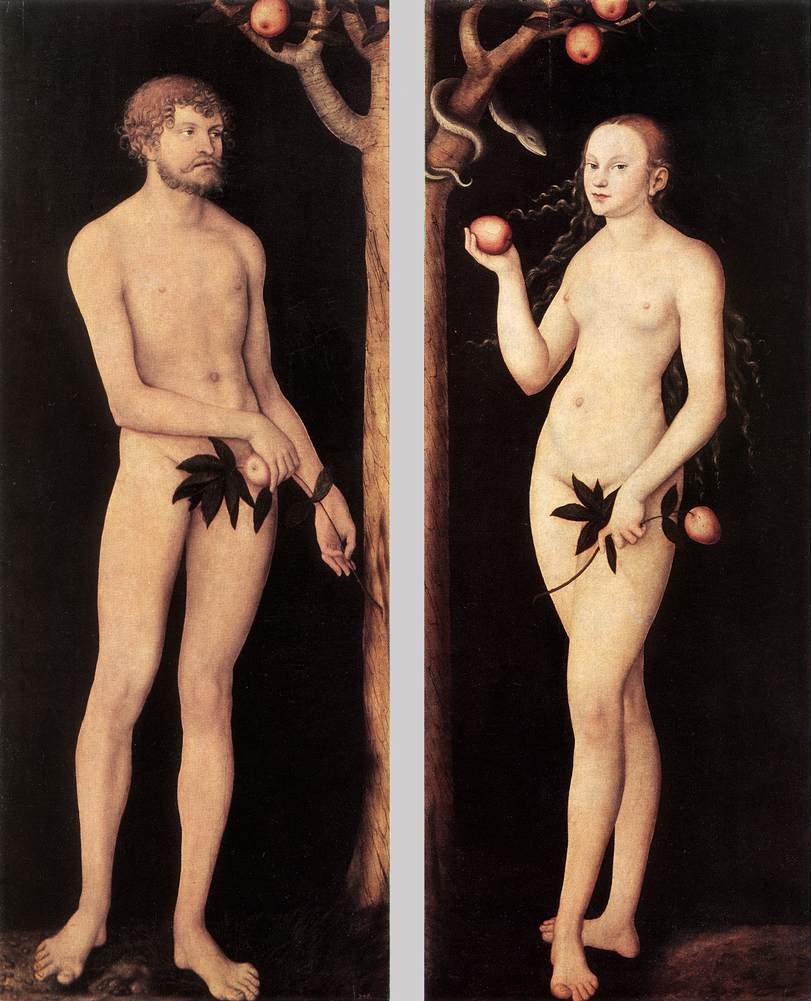
Staatliche Kunstsammlungen Dresden, Dresde, 1531.
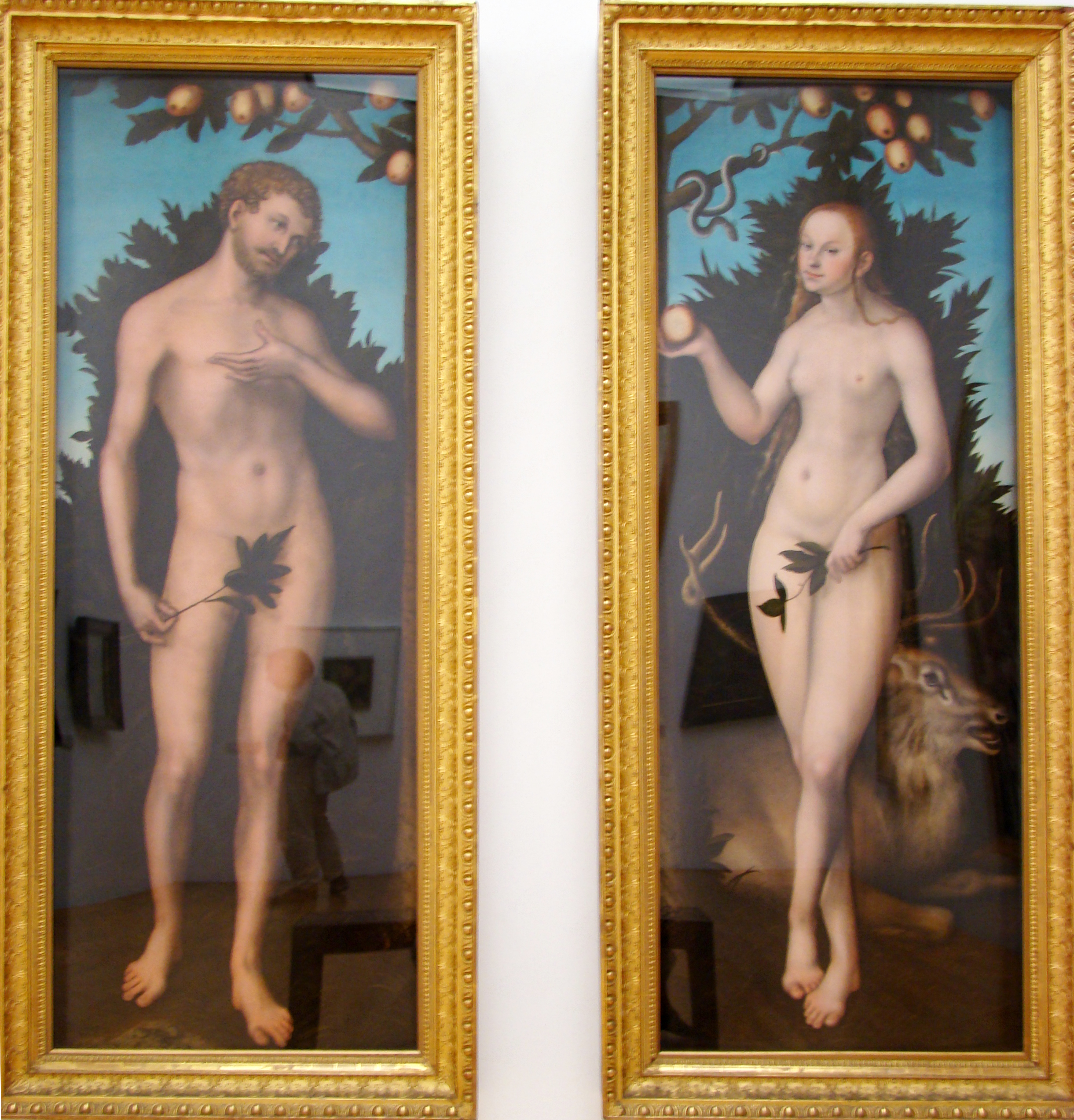
Museum der bildenden Künste, Leipzig, 1533.
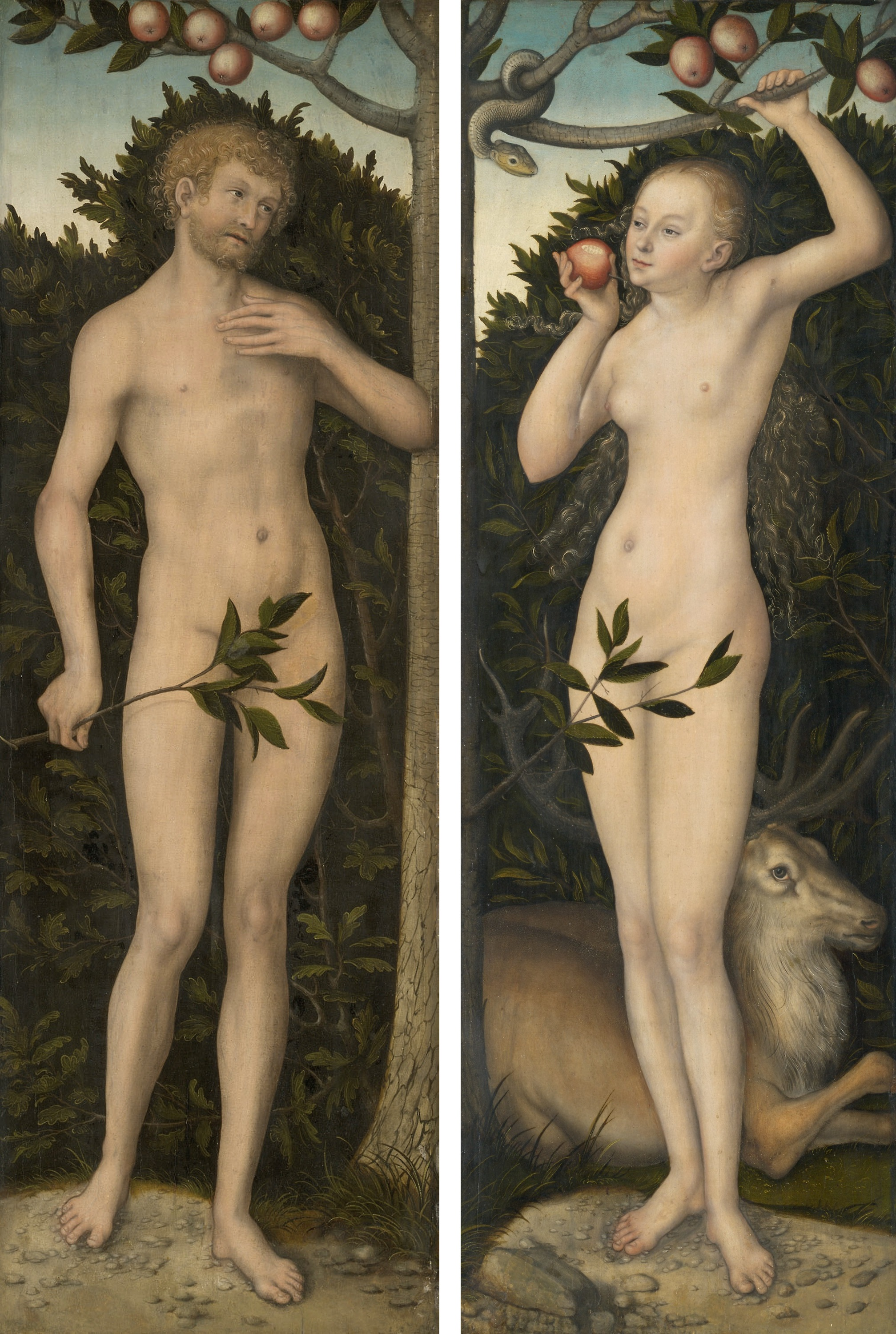
Instituto de arte de Chicago, c. 1533-37.
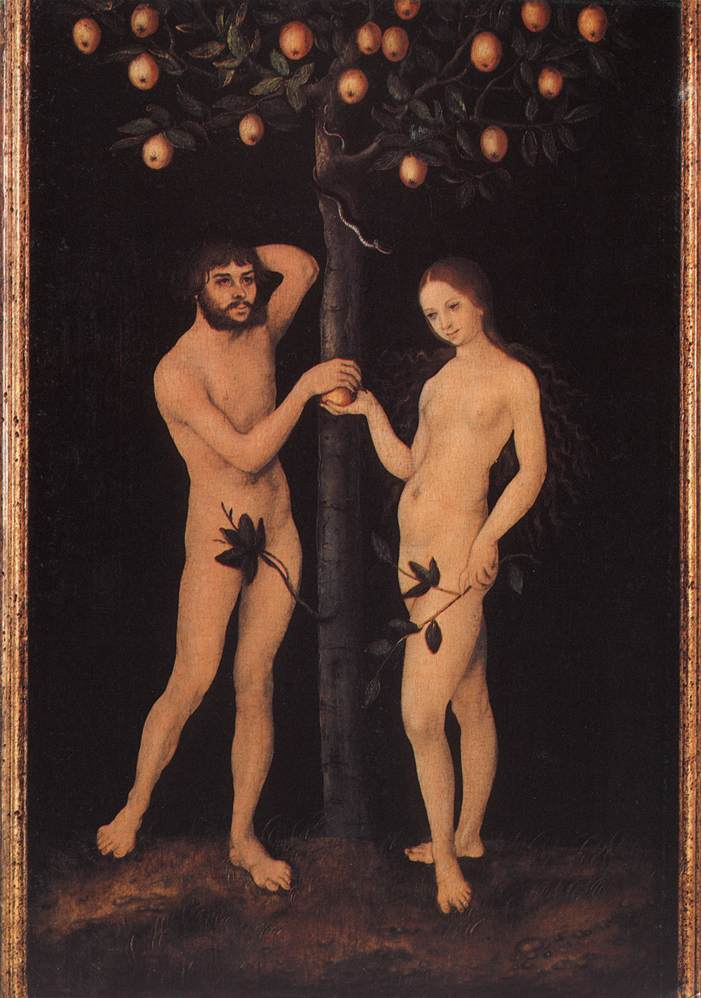
Museo Real de Bellas artes, Amberes, 1500-1550.